# Kidderia oblonga
Kidderia oblonga is een tweekleppigensoort uit de familie van de Cyamiidae. De wetenschappelijke naam van de soort is voor het eerst geldig gepubliceerd in 1898 door E. A. Smith.